# 陸瀚
陸瀚，浙江桐乡县人，清朝政治人物。举人出身。
道光二年九月，擔任清朝廣東省潮州府豐順縣知縣。后由朱繡接任。道光三年十月回任。后由嚴長官接任。